# Christus übergibt dem heiligen Petrus die Himmelsschlüssel
Christus übergibt dem heiligen Petrus die Himmelsschlüssel ist ein barockes Ölgemälde von Peter Paul Rubens, das dieser wahrscheinlich im Jahr 1614 vollendet hat. Es befindet sich heute in der Berliner Gemäldegalerie.

## Bildthema
Das Bild illustriert eine Szene aus dem Matthäus-Evangelium (Mt 16,19 ), in der Jesus Christus dem galiläischen Fischer Simon mit zwei Gleichnisworten die Leitungsautorität in der Urkirche überträgt: Ich aber sage dir: Du bist Petrus, und auf diesen Felsen werde ich meine Kirche bauen, und die Mächte der Unterwelt werden sie nicht überwältigen. Ich werde dir die Schlüssel des Himmelreichs geben; was du auf Erden binden wirst, das wird auch im Himmel gebunden sein, und was du auf Erden lösen wirst, das wird auch im Himmel gelöst sein. Die Schlüsselübergabe ist ein symbolischer Akt, der in der katholischen Kirche zugleich als Einsetzung des Papsttums verstanden wird. In den Darstellungen der Kunst wird das Bildwort Jesu regelmäßig von einer sichtbaren Schlüsselübergabe begleitet.

## Bildgeschichte
Wahrscheinlich zwischen 1612 und 1614 erhielt Rubens den Auftrag, für das Grabmal von Pieter Bruegel d. Ä., in der Kirche Notre Dame de la Chapelle in Brüssel, ein Epitaphbild zu malen. Wie üblich, sollte das Epitaph den Namenspatron des Beigesetzten darstellen, für Pieter Bruegel also den Apostel Petrus. Auftraggeber für diese Arbeit war höchstwahrscheinlich David Teniers d. J., der mit einer Tochter von Jan Brueghel d. Ä. verheiratet war. Nicht auszuschließen ist, dass auch Jan selbst mit an der Auftragsvergabe beteiligt war. 
Im Jahr 1765 wurde die Tafel vom Kirchenvorstand für 5.000 Gulden an den Sammler Gerrit Braancamp verkauft, nachdem dieser versprochen hatte, das Original durch eine Kopie ersetzen zu lassen. In den folgenden Jahrzehnten wechselte das Bild mehrmals den Besitzer und befand sich angeblich nacheinander in den Sammlungen van Lankeren in Antwerpen, Nieuwwenhuys, Lord Northwick in Cheltenham, W. L. Grant in London, Potemkin in Brüssel, R. W. Bacon in New York, Marcel von Nemes in Paris und 1931 auf der Versteigerung Cassirer Helbing in München, bevor die Tafel 1936 aus dem Pfandgut der Dresdner Bank an die Berliner Gemäldegalerie überführt wurde. Nach 1945 war die Tafel das einzige Rubensgemälde, das auf der Museumsinsel verblieben ist und bis 1997 im Bode-Museum ausgestellt war. 1998 wurde das Bild in den Neubau der Gemäldegalerie am Kulturforum überführt und dort wieder in die Berliner Rubenssammlung integriert.
Unklar ist, ob es sich bei der Schlüsselübergabe in den verschiedenen genannten Sammlungen tatsächlich immer um die Tafel handelt, die sich heute in Berlin befindet. Ein Indiz dagegen könnten die Angaben in Adolf Rosenbergs Rubens-Monographie sein. Danach ist das Bild, das sich damals in der Sammlung R. W. Bacon befand, auf Leinwand gemalt und von geringfügig kleinerem Format (Höhe: 179 cm, Breite 155,5 cm). Zusätzlich soll die Leinwand rückseitig die folgende Inschrift tragen: »Petrus Paulus Rubens pinxit. David Teniers es haeredibus removavit anno 1676«. Da die Berliner Tafel allerdings auf Eichenholz gemalt ist und keine Spur einer Inschrift trägt, ist es wahrscheinlich, dass es wenigstens zwei Fassungen des Bildes gibt, die in der Vergangenheit des Öfteren miteinander verwechselt worden sind.
Die hohe Qualität der Berliner Tafel und die Tatsache, dass sie, wie andere Epitaphbilder des Meisters, ebenfalls auf Holz gemalt ist, veranlasste die moderne Forschung, in ihr das Original zu sehen.